# Se É pra Beber Eu Bebo
"Se É pra Beber Eu Bebo" é uma canção do cantor brasileiro Gusttavo Lima que, ao lado de outras canções do cantor como Não Paro de Beber, exalta o consumo de bebidas alcoólicas. A canção que está presente no álbum 50/50, marca a estreia do cantor em seu próprio escritório Balada Eventos, após romper o contrato com a Audiomix, a qual produziu seus discos durante seis anos. Foi lançada oficialmente no canal do youtube do cantor no dia 26 de dezembro de 2014. 

## Composição
A canção escrita pelo próprio cantor com a parceria de Bruninho Moral e Jujuba, fala sobre um homem que está sofrendo por amor e sente saudades da mulher, mas por orgulho, não vai procurar a amada.
"To com saudade/ Mas eu não vou ligar/ Eu tô sofrendo/ Mas não vou me humilhar/ E se quiser o meu amor vai ter que me procurar/ Se é pra beber, eu bebo/ Se é pra chorar, eu choro/ Se é pra ligar, não ligo/ Mas se ela ligar, eu volto", são trechos da canção.

## Lista de faixas
| Download digital no iTunes |                          |         |  |
| N.º                        | Título                   | Duração |  |
| 1.                         | "Se É pra Beber Eu Bebo" | 2:51    |  |

## Desempenho nas paradas
| Paradas (2015)                            | Melhor posição |
| ----------------------------------------- | -------------- |
| Brasil - Billboard Brasil Hot 100 Airplay | 23             |